# Albino Longhi
Albino Longhi (Mantova, 6 settembre 1929 – Roma, 1º gennaio 2018) è stato un giornalista italiano, direttore per tre volte del TG1.

## Biografia
Giornalista professionista dal 1954, intraprende l'attività alla Gazzetta di Mantova, susseguendosi a diversi incarichi in più testate giornalistiche nazionali. Nel 1969 si trasferisce in Rai, diventando direttore prima della sede siciliana e poi di quella friulana. il 9 agosto 1982 viene nominato direttore del TG1, succedendo ad Emilio Fede. Mantiene la carica fino al 10 marzo 1987, diventando poi responsabile delle tribune politiche e successivamente vice direttore generale.
Inoltre il 5 febbraio 1993 rientra come direttore del telegiornale, prendendo il posto di Bruno Vespa, per un breve periodo. Dopo pochi mesi abbandona la carica, lascia la Rai e assume la direzione dell'Arena, quotidiano di Verona. Nel 1996 rientra a Roma, occupandosi dell'immagine del Presidente del Consiglio in carica, Romano Prodi. il 2 ottobre 2000 è ancora alla direzione del TG1, succedendo a Gad Lerner, e mantenendo la carica fino al 5 maggio 2002. Presiede la giuria del Premio Giornalistico intitolato a Roberto Morrione e nel 2012 gli viene assegnato dall'Associazione Articolo 21 il premio alla carriera. È morto a Roma all'età di 88 anni dopo una lunga malattia il 1º gennaio 2018.